# Кастельгуїдоне
Кастельгуїдоне, Кастельґуїдоне (італ. Castelguidone) — муніципалітет в Італії, у регіоні Абруццо, провінція К'єті.
Кастельгуїдоне розташоване на відстані близько 170 км на схід від Рима, 115 км на південний схід від Л'Аквіли, 70 км на південний схід від К'єті.
Населення — 392 особи (2014).

## Демографія
Населення за роками:

Станом на 1 січня 2023 року в муніципалітеті офіційно проживало 7 іноземців з 2 країн, серед них 7 громадян країн Євросоюзу.

## Сусідні муніципалітети
- Кастільйоне-Мессер-Марино
- Роккавівара
- Сан-Джованні-Ліпьоні
- Ск'яві-ді-Абруццо
- Торребруна
- Тривенто